# Rhodogastria serici
Rhodogastria serici là một loài bướm đêm thuộc phân họ Arctiinae, họ Erebidae.